# Korona Kielce
Il Korona Kielce è una società calcistica polacca con sede nella città di Kielce. Milita nell'Ekstraklasa, la prima serie del campionato polacco di calcio. Le sue partite interne hanno luogo allo stadio municipale di Kielce (15 500 posti).

## Storia
Fondata nel 1973, nei primi tre decenni di vita non compì grandi progressi a livello calcistico.
Nel 2002 la proprietà fu rilevata da Krzysztof Klicki, uno degli uomini più ricchi di Polonia. Il club cambiò nome in Kielecki Klub Piłkarski Kolporter Korona, dal nome dello sponsor Kolporter, e iniziò una rapida ascesa, diventando una delle società economicamente più floride e calcisticamente più affidabili della nazione. Da allora, in quattro stagioni, la squadra è stata promossa dalla terza divisione (dove gioca attualmente la squadra delle riserve del Korona) all'Ekstraklasa, la massima serie polacca. Nel 2005-2006 ha ottenuto il 5º posto finale e si è trasferita in un nuovo stadio. Ripristinato il suo vecchio emblema, dopo le prime due giornate del 2006-2007 la squadra si è ritrovata prima in classifica in Ekstraklasa per la prima volta nella propria storia, ma ha terminato l'annata al settimo posto. Nel 2007-2008 si è classificata sesta, ma è stata retrocessa in seconda serie per illecito (corruzione). Nell'agosto 2008 Kilcki ha venduto la società al Comune di Kielce. Il club è poi prontamente tornato in massima serie, piazzandosi terzo nel campionato di seconda divisione e vincendo i play-off.

## Colori e simboli

### Stemma

Logo utilizzato fino al 2023
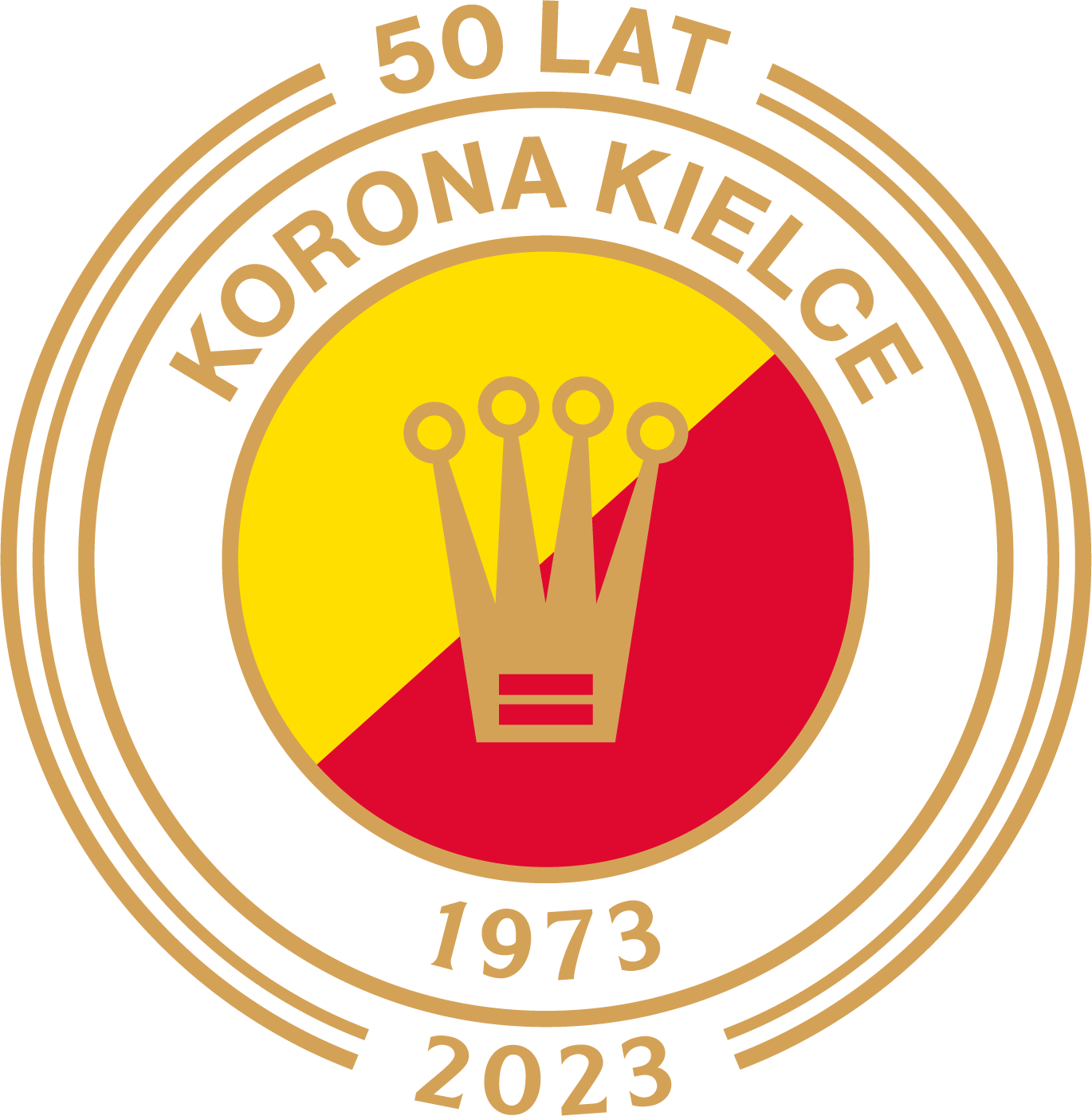
Logo utilizzato nella stagione 2023-2024 in occasione dei 50 anni del club

## Palmarès

### Competizioni nazionali
- Campionato polacco di seconda divisione: 1

2004-2005

### Altri piazzamenti
- Coppa di Polonia:

Finalista: 2006-2007
Semifinalista: 2005-2006, 2017-2018

## Organico

### Rosa 2025-2026
Aggiornata al 20 agosto 2025.
| N. |                     | Ruolo | Calciatore         |
| -- | ------------------- | ----- | ------------------ |
| 1  | Polonia (bandiera)  | P     | Xavier Dziekoński  |
| 3  | Polonia (bandiera)  | D     | Konrad Matuszewski |
| 5  | Spagna (bandiera)   | D     | Pau Resta          |
| 6  | Polonia (bandiera)  | D     | Marcel Pięczek     |
| 7  | Polonia (bandiera)  | A     | Dawid Błanik       |
| 8  | Belgio (bandiera)   | C     | Martin Remacle     |
| 9  | Croazia (bandiera)  | A     | Stjepan Davidović  |
| 10 | Spagna (bandiera)   | C     | Nono (capitano)    |
| 11 | Bulgaria (bandiera) | A     | Vladimir Nikolov   |
| 12 | Polonia (bandiera)  | P     | Michał Mikielewicz |
| 13 | Polonia (bandiera)  | C     | Miłosz Strzeboński |
| 15 | Polonia (bandiera)  | C     | Nikodem Niski      |
| 16 | Polonia (bandiera)  | C     | Jakub Kowalski     |
| 17 | Polonia (bandiera)  | A     | Mateusz Głowiński  |

| N. |                     | Ruolo | Calciatore            |
| -- | ------------------- | ----- | --------------------- |
| 20 | Polonia (bandiera)  | C     | Kacper Minuczyc       |
| 21 | Polonia (bandiera)  | D     | Konrad Ciszek         |
| 22 | Polonia (bandiera)  | P     | Michał Niedbała       |
| 24 | Polonia (bandiera)  | D     | Bartłomiej Smolarczyk |
| 26 | Bulgaria (bandiera) | D     | Viktor Popov          |
| 27 | Polonia (bandiera)  | C     | Wojciech Kamiński     |
| 37 | Polonia (bandiera)  | D     | Hubert Zwoźny         |
| 44 | Cipro (bandiera)    | D     | Kōnstantinos Sōtīriou |
| 61 | Polonia (bandiera)  | D     | Jakub Budnicki        |
| 70 | Spagna (bandiera)   | A     | Antoñín               |
| 71 | Polonia (bandiera)  | C     | Wiktor Długosz        |
| 87 | Polonia (bandiera)  | P     | Rafał Mamla           |
| 88 | Slovenia (bandiera) | C     | Tamar Svetlin         |

### Rose delle stagioni precedenti
- 2011-2012